# Jordanoleiopus gardneri
Jordanoleiopus gardneri là một loài bọ cánh cứng trong họ Cerambycidae.